# Chiesa di Santa Lucia dei Magnoli
La chiesa di Santa Lucia dei Magnoli, anticamente chiamata Santa Maria dei Magnoli, è un luogo di culto cattolico che si trova a Firenze in via de' Bardi, nel quartiere Oltrarno, sede dell'omonima parrocchia appartenente all'arcidiocesi di Firenze.

## Storia
La chiesa è fra le più antiche chiese fiorentine d'Oltrarno. In un lazzaretto che le sorgeva dinanzi, lungo il tracciato urbano della via Cassia, sostò nel 1211 san Francesco, nella sua prima visita a Firenze, come ricorda un moderno tabernacolo del 1956 posto davanti all'ingresso della chiesa. Qui si trovava anche un ospedale per la cura dei pellegrini, dedicato a santa Lucia e inglobato oggi in palazzo Canigiani. La chiesa era stata fondata nel 1078 dal cavalier Uguccione Della Pressa, che qui, sull'Arno, aveva i propri mulini. Alla morte di questi, la chiesa fu portata a compimento dal figlio Magnolo, e amministrata dai suoi discendenti, per cui fu chiamata "de' Magnoli". Nei secoli venne indicata con vari nomi: de' Bardi (per la vicinanza con le case della famiglia Bardi), delle/alle/tra le Rovinate, poiché con tale nome si chiamava la zona soggetta a frequenti smottamenti di terreno. Fu inglobata nelle mura d'Oltarno nel 1173-1175 e alla costruzione dell'ultima cinta (1284-1345) fu compresa tra le 36 parrocchie che si contavano in città.
In seguito il patronato della chiesa, già concesso al monastero benedettino di San Miniato al Monte fin dal 1246, passò nel 1373 sotto la diretta autorità del vescovo di Firenze. Nel 1421 acquisì tale privilegio Niccolò da Uzzano personaggio di rilievo nelle vicende politiche fiorentine del tempo. Questi infatti aveva operato il restauro della chiesa e ne aveva fatto affrescare la cappella maggiore da Lorenzo di Bicci, con episodi della vita di santa Lucia, come attesta il Vasari (tali pitture, da tempo scomparse, ritraevano Niccolò tra altri personaggi).
Nel 1547, il poggio antistante la chiesa franò con gli edifici che vi si trovavano. Per questo Santa Lucia de' Magnoli, che già si era meritatata gli appellativi di "dè Bardi", al "Borgo Pitiglioso", "Oltrarno", fu popolarmente chiamata "Santa Lucia delle Rovinate".
Originariamente in stile romanico, poi gotico, fu ristrutturata nel Rinascimento e consacrata il 1º maggio 1584 dal cardinale Alessandro de' Medici, poi papa Leone XI, come ricorda un'epigrafe oggi posta nel corridoio di accesso alla sacrestia. Nel 1638 fu elevata al grado di prioria.
Nel 1641, fu costruito l'attiguo oratorio per la Compagnia del Santissimo Sacramento, dedicato ai santi Lucia e Lorenzo, e nel 1714-1715 si aggiunse la Cappella di Loreto, in cui Cosimo III aveva fatto arrivare una venerata Madonna nera da una sopraporta del santuario della Casa di Loreto, già conservata tra il 1692 e il 1705 nella chiesa di Santa Maria degli Ughi. Nel 1644 e nel 1642 la chiesa fu arricchita di reliquie oggi esposte nel secondo altare di destra, grazie all'impegno del protonotaro apostolico Girolamo Rosati, priore della chiesa dal 1637. Nel 1732 fu oggetto di ulteriori rifacimenti degli altari, e fu restaurata nel 1752 e nel 1837.

## Descrizione
La chiesa conserva l'aspetto rinascimentale, nonostante qualche abbellimento barocco, ed è stata valorizzata grazie al recente restauro a cura della Soprintendenza ai Monumenti.

### Esterno
La facciata è a capanna; essa è caratterizzata da una decorazione a finto bugnato sgraffito, presente su tutta la sua superficie. Al centro della parete si trova il portale rinascimentale, sormontato da una lunetta in terracotta invetriata raffigurante Santa Lucia fra due angeli, opera di Benedetto Buglioni (1510-1520 ca.). Nella parte superiore del prospetto, si aprono tre finestre che danno luce all'interno: un rosone circolare strombato e due ampie monofore ad arco a tutto sesto. Sulla facciata si trova anche una targa dei Signori Otto (1646) che proibiscono i giochi nelle vicinanze della chiesa.
Sul retro della chiesa, visibile dal lungarno Torrigiani, vi è il campanile a vela, a due fornici. Nella parete di fondo dell'abside è visibile il profilo di una monofora ogivale posta al centro e attualmente murata, sormontata dallo stemma dei Da Uzzano.

### Interno

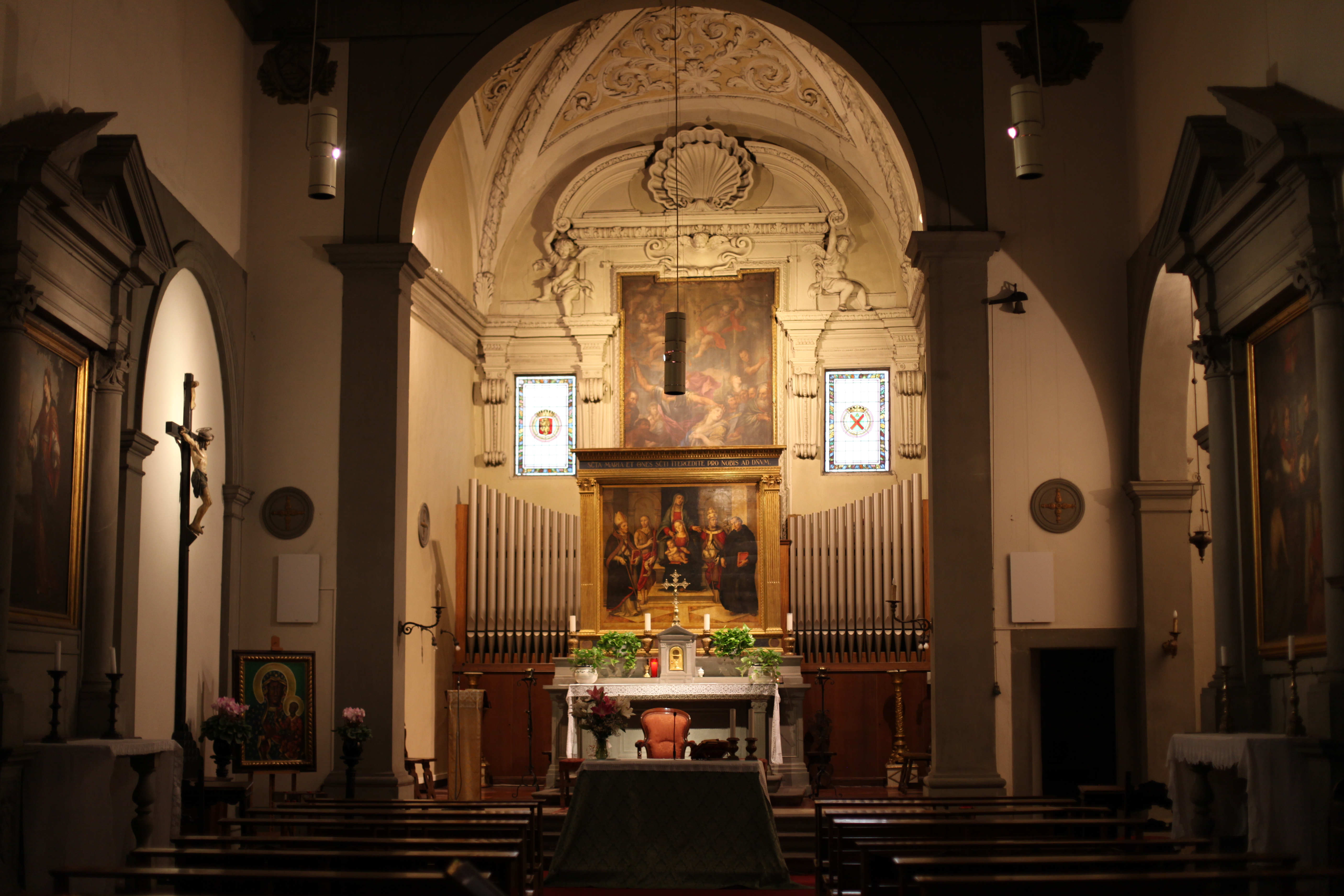
Interno

La chiesa è a navata unica, coperta da un soffitto ligneo dipinto nel XIX secolo da Paolo Sarti con la Gloria di Santa Lucia e da Gaetano Carraresi con decorazioni architettoniche monocorme. Nell'aula trovano luogo sei altari laterali in pietra serena, costruiti nel 1732: all'interno delle relative ancone, si trovano la tela Gesù in gloria con la Madonna e Santi attribuita a Fabrizio Boschi e risalente alla prima metà del XVII secolo (primo altare di destra, patronato della famiglia Nasi), la tavola del 1320 circa di Pietro Lorenzetti con Santa Lucia (primo altare di sinistra, patronato della famiglia Del Nente). 
Numerose reliquie donate nel 1644 e nel 1652 dal protonaro apostolico Girolamo Rosati sono collocate al secondo altare di destra, mentre al secondo altare sinistro è presente la tela di Jacopo Chimenti raffigurante la Madonna col Bambino tra i santi Antonio abate, Giovanni Battista, Bernardo di Chiaravalle e Carlo Borromeo del 1606-1609 circa di patronato delle famiglie Barucci e Del Ruota). 
Il terzo altare destro, fatto edificare dal Magistrato del Bigallo e patronato della famiglia Bardi Larioni, è ornato dalla copia secentesca di Ottavio Vannini della Disputa sulla Trinità di Andrea del Sarto del 1517 che sostituì nel 1620 l'originale prelevato dalla chiesa di San Jacopo tra i fossi per volontà della Granduchessa Maria Maddalena d'Austria. Nel 1862 la copia, dopo un periodo passato nei depositi delle Gallerie fiorentine a seguito della soppressione della chiesa, fu collocata in chiesa a "risarcimento" del trasferimento, dapprima temporaneo, della Sacra conversazione di Domenico Veneziano.
All'altare dirimpetto, di patronato della famiglia Tucci, è una tela con Santa Cristina di Francesco Curradi. 
In fondo alla parete di destra della navata, si apre una cappella laterale che ospita una tavola del 1523 di Jacone, pittore interessante seppur poco amato dal Vasari, dall'iconografia assai rara in quanto raffigura una Doppia intercessione e Santi (l'intercessione della Madonna presso Gesù e di Gesù presso il Padre); sull'altare è invece una copia del XVII secolo di Cristofano Allori dell'Annunciazione venerata presso la basilica della Santissima Annunziata in Firenze. Di fronte all'ingresso della cappella, sulla parete opposta della navata, vi è un Crocifisso della Compagnia dei Bianchi, opera di Baccio da Montelupo.

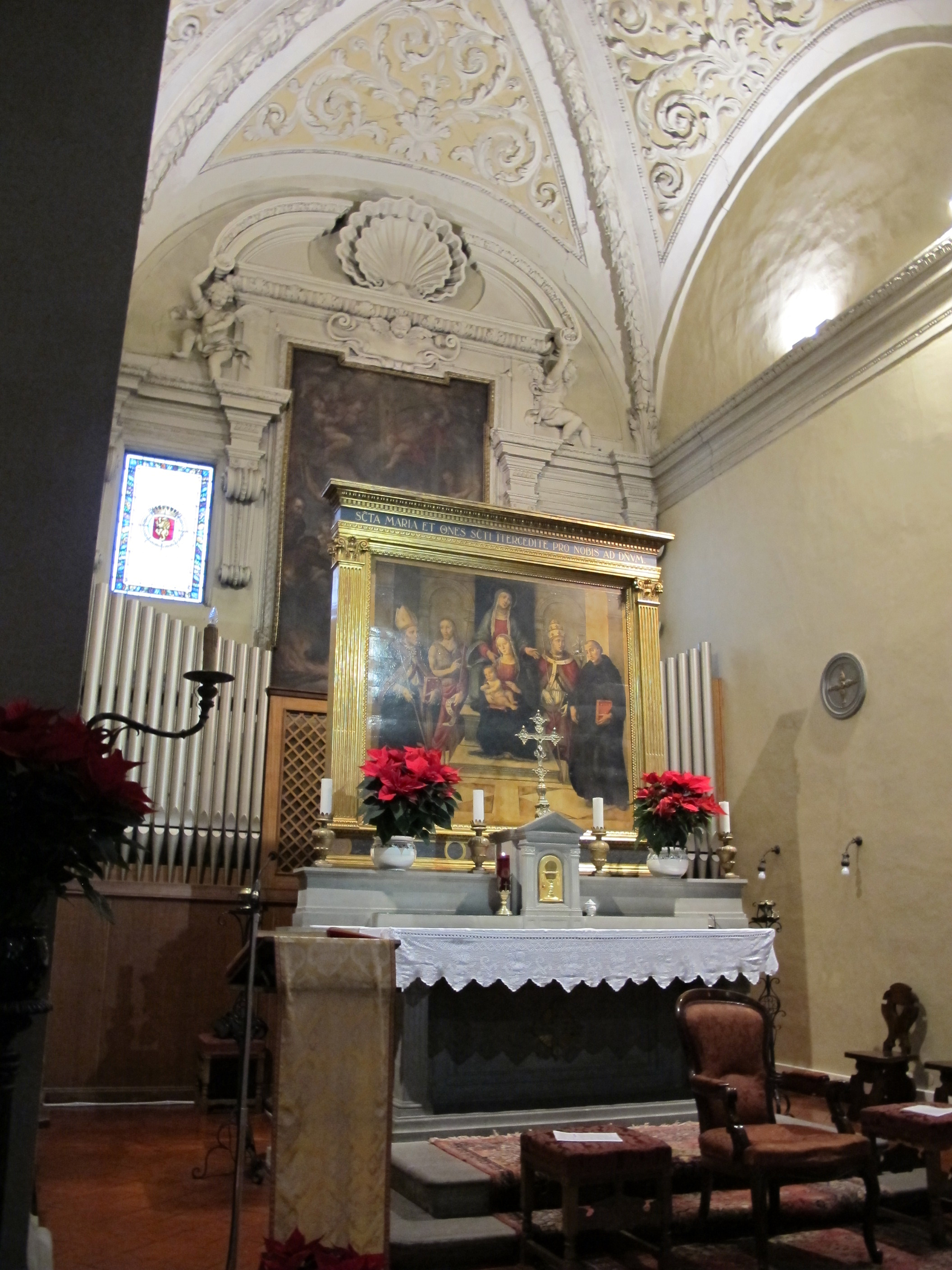
Presbiterio

La navata termina con l'abside, a pianta quadrata e sezione minore, la cui volta, a crociera, presenta una ricca decorazione a rilievo in stucco. La tavola dell'altar maggiore, proveniente dalla chiesa dei Santi Girolamo e Francesco alla Costa e in Santa Lucia dei Magnoli dal 1878 è opera di un pittore fiorentino del XVI secolo, attribuita a Giovanni Scheggini detto Graffione e raffigura la Madonna col Bambino e Sant'Anna tra i Santi Martino, Giovanni Battista, Silvestro I papa e Filippo Benizi. Essa venne collocata al di sopra dell'altare nel 1941 in sostituzione della Sacra Conversazione di Domenico Veneziano (1445 circa), ora agli Uffizi, una copia della quale è posta al di sotto della cantoria in controfacciata. È documentata anche una serie di affreschi e una tavola eseguiti per il presbiterio da Bicci di Lorenzo su commissione di Niccolò da Uzzano, opere oggi andate perdute.
A ridosso della parete di fondo dell'abside si trova l'organo a canne Mascioni opus 827, costruito nel 1963; a trasmissione elettrica, dispone di 17 registri, su due manuali e pedale. Al di sopra dello strumento, tra due finestre rettangolari, vi è una tela attribuita a Pier Dandini o ad un suo seguace con il Martirio di Santa Lucia (primo decennio del XVIII secolo). Sulla parete di sinistra, un tabernacolo in gesso smaltato, attualmente custodia degli oli santi, realizzato in stile neorinascimentale da Vincenzo Marinelli nel 1837.
Alla destra della chiesa, con accesso da una porta che si apre all'inizio della parete destra della navata, vi è la cappella dedicata alla Madonna di Loreto, fatta edificare nel 1715 dalla confraternita omonima fondata nel 1692 e avente le medesime dimensioni della Santa Casa. L'ambiente è a pianta rettangolare, con volta a botte, presenta tracce dell'originaria decorazione a fresco che voleva riproporre quella trecentesca della Santa Casa ed accoglie entro una nicchia una statua lignea della Madonna di Loreto proveniente dal santuario, con abito ricamato dono di Anna Maria Luisa de' Medici; sulla parete opposta, due tavole (già sul primo altare di sinistra ai lati del dipinto del Lorenzetti) con l'Angelo annunciante e la Vergine annunciata, attribuite a Jacopo del Sellaio (1473) o a Filippino Lippi (inizi del XVI secolo).

## Altre immagini

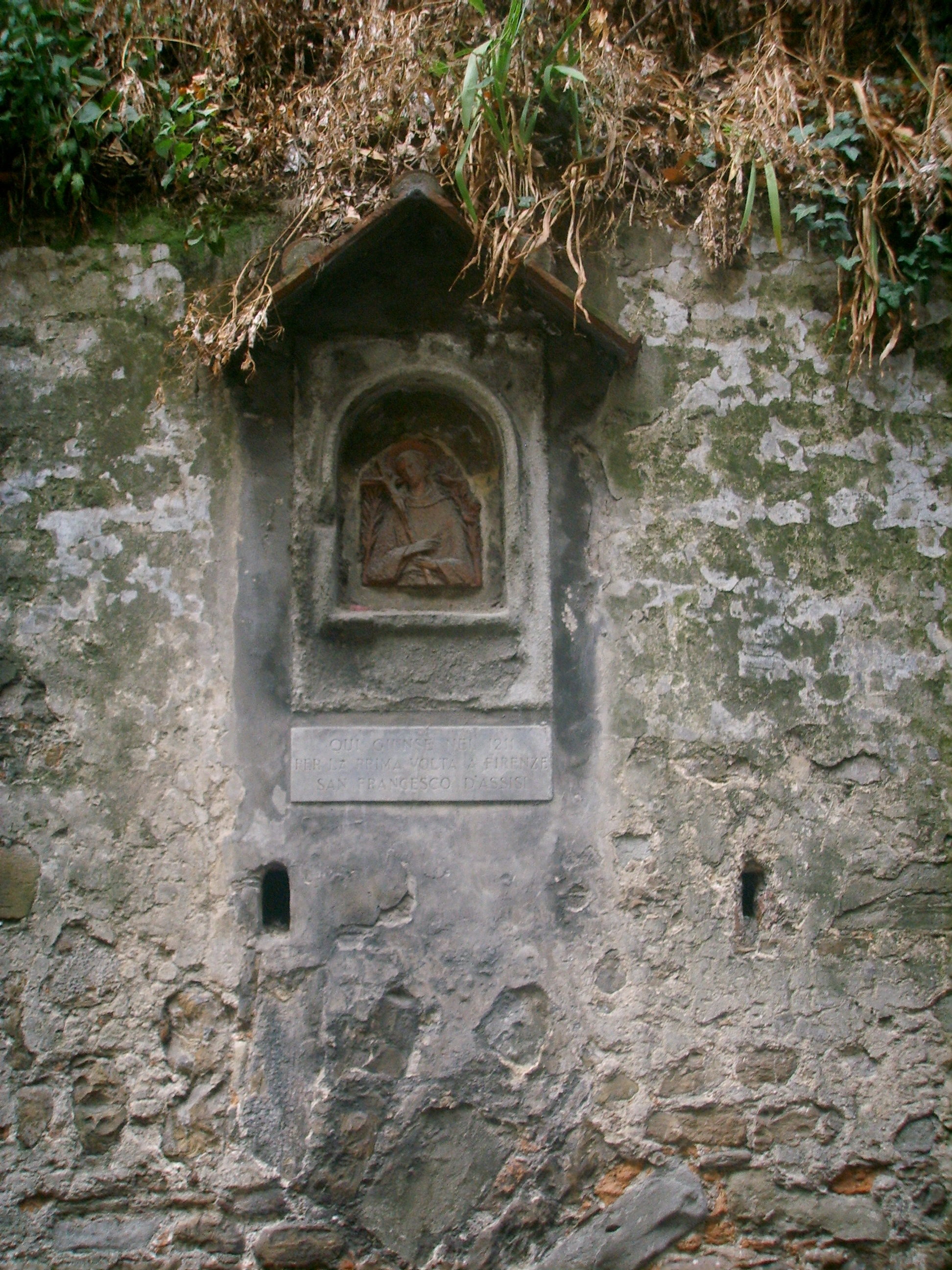
Tabernacolo di San Francesco d'Assisi
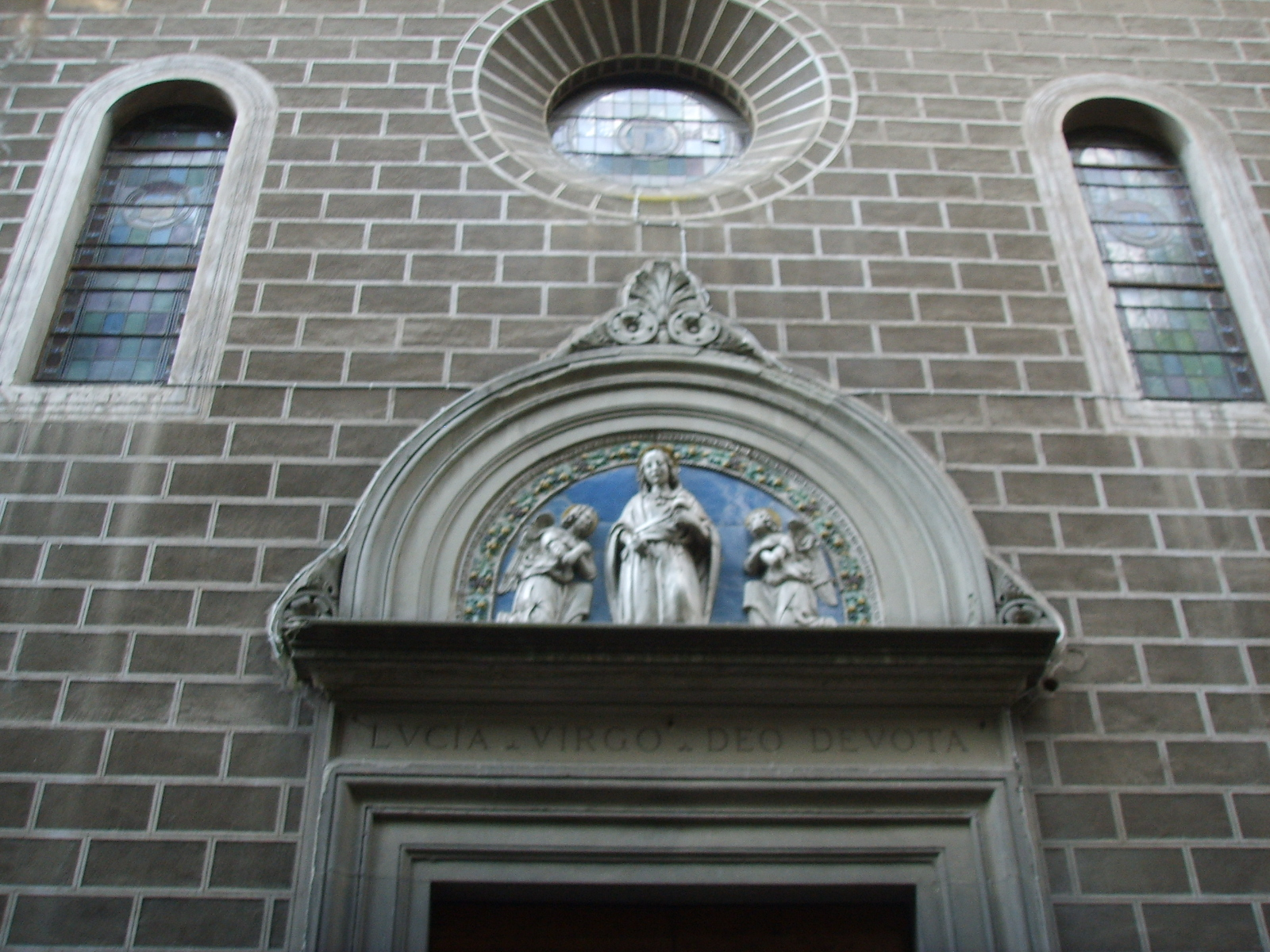
Lunetta e finestre della facciata
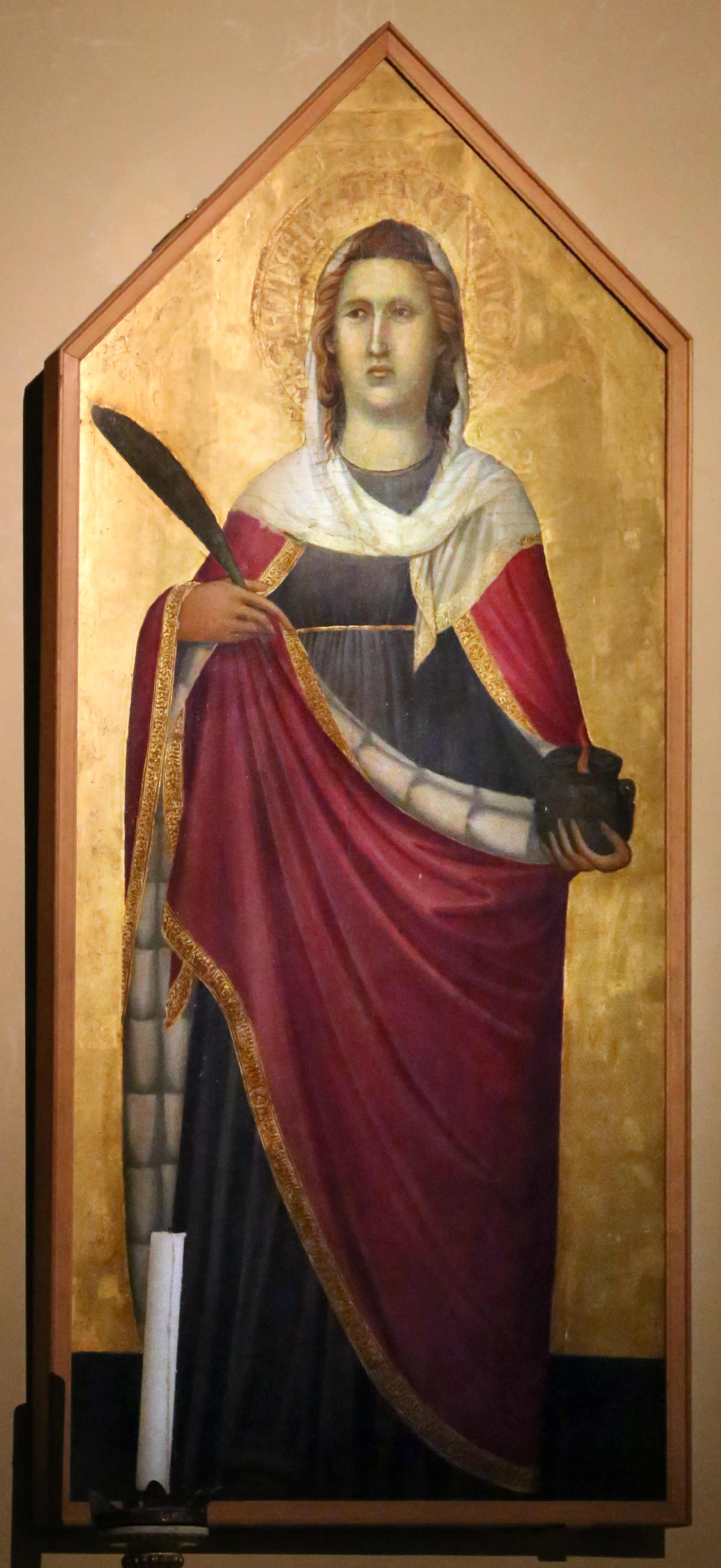
Santa Lucia di Pietro Lorenzetti
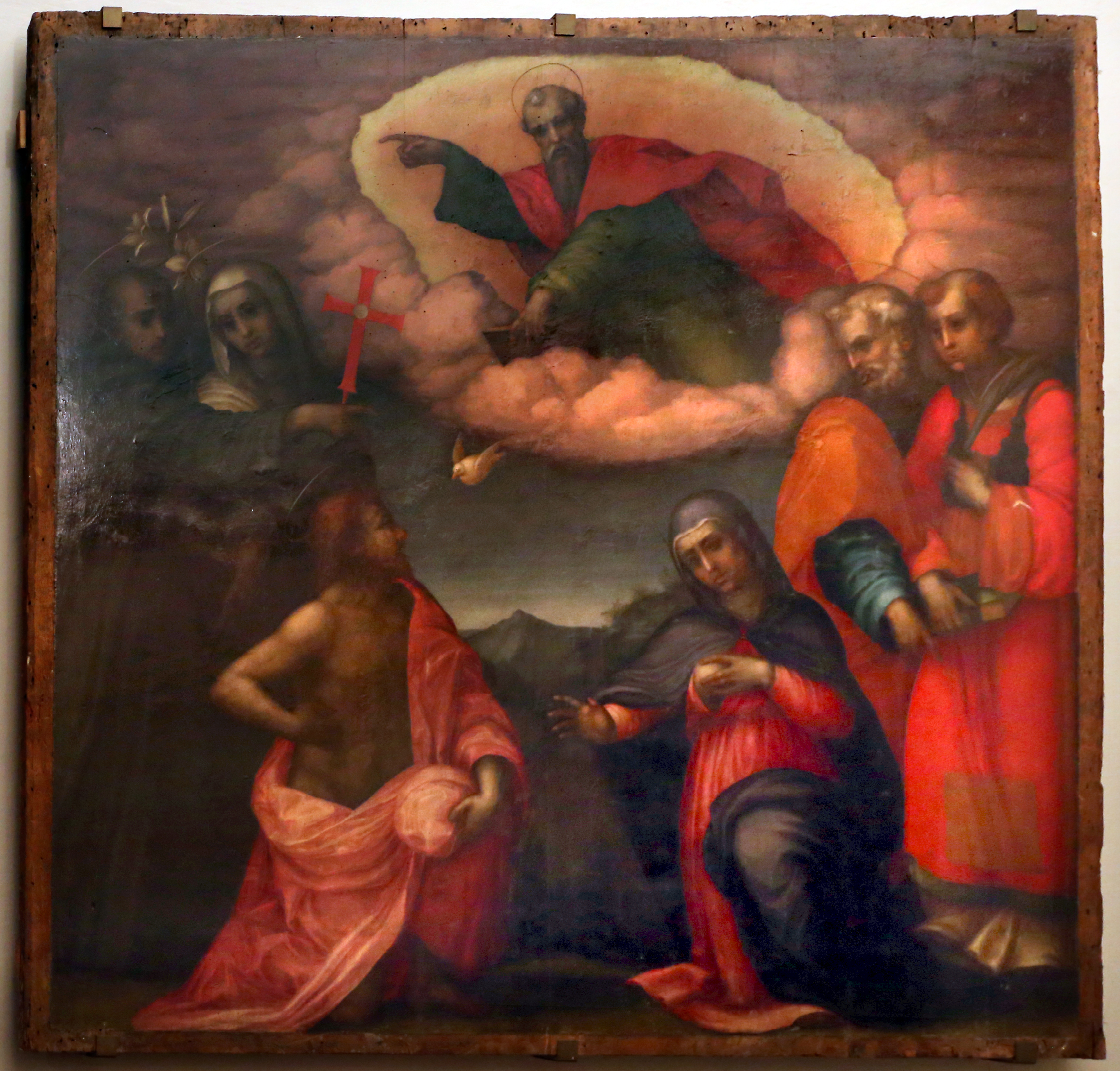
Doppia intercessione di Jacone
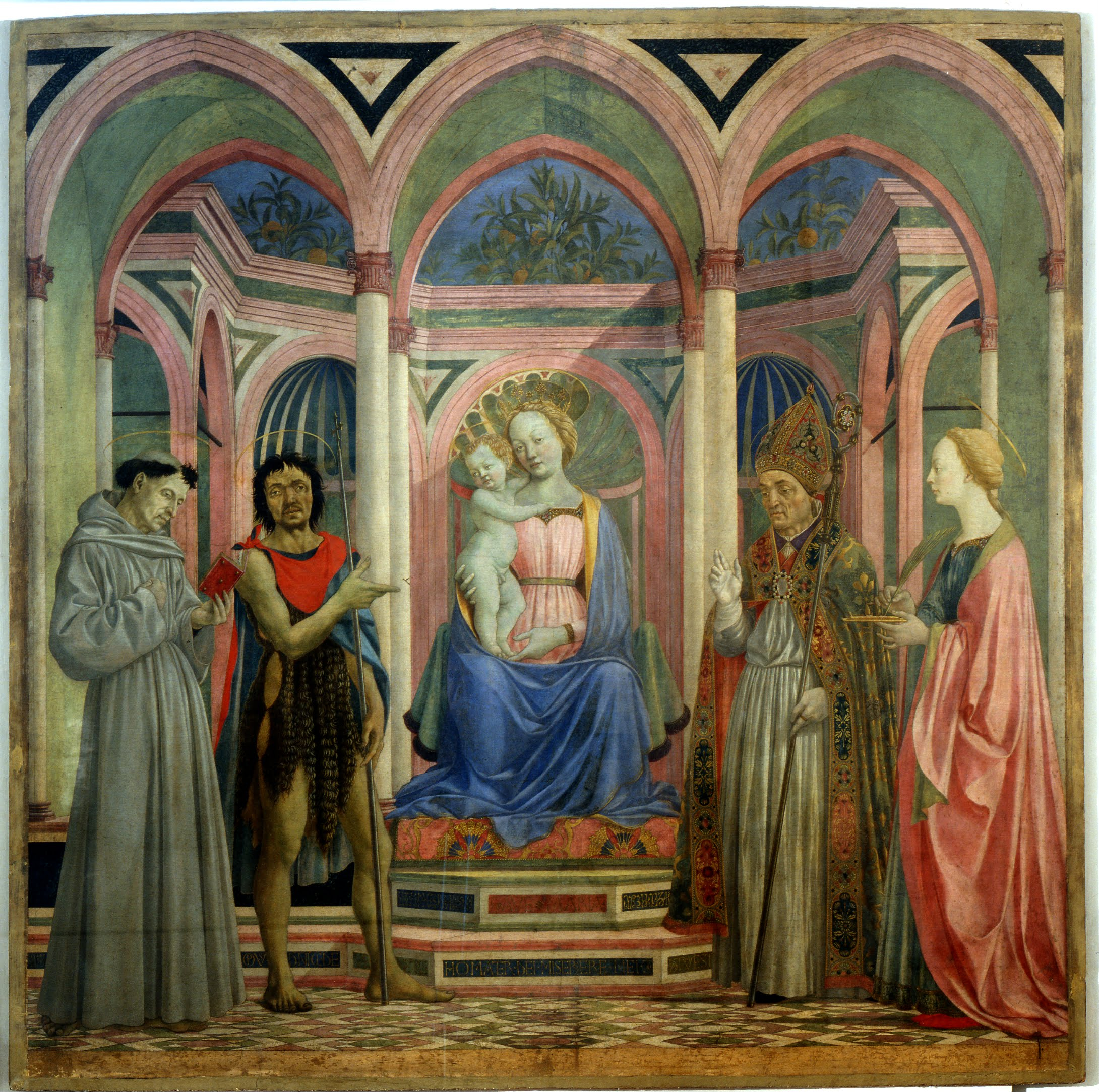
La Sacra Conversazione di Domenico Veneziano (1445), già nella chiesa è ora agli Uffizi
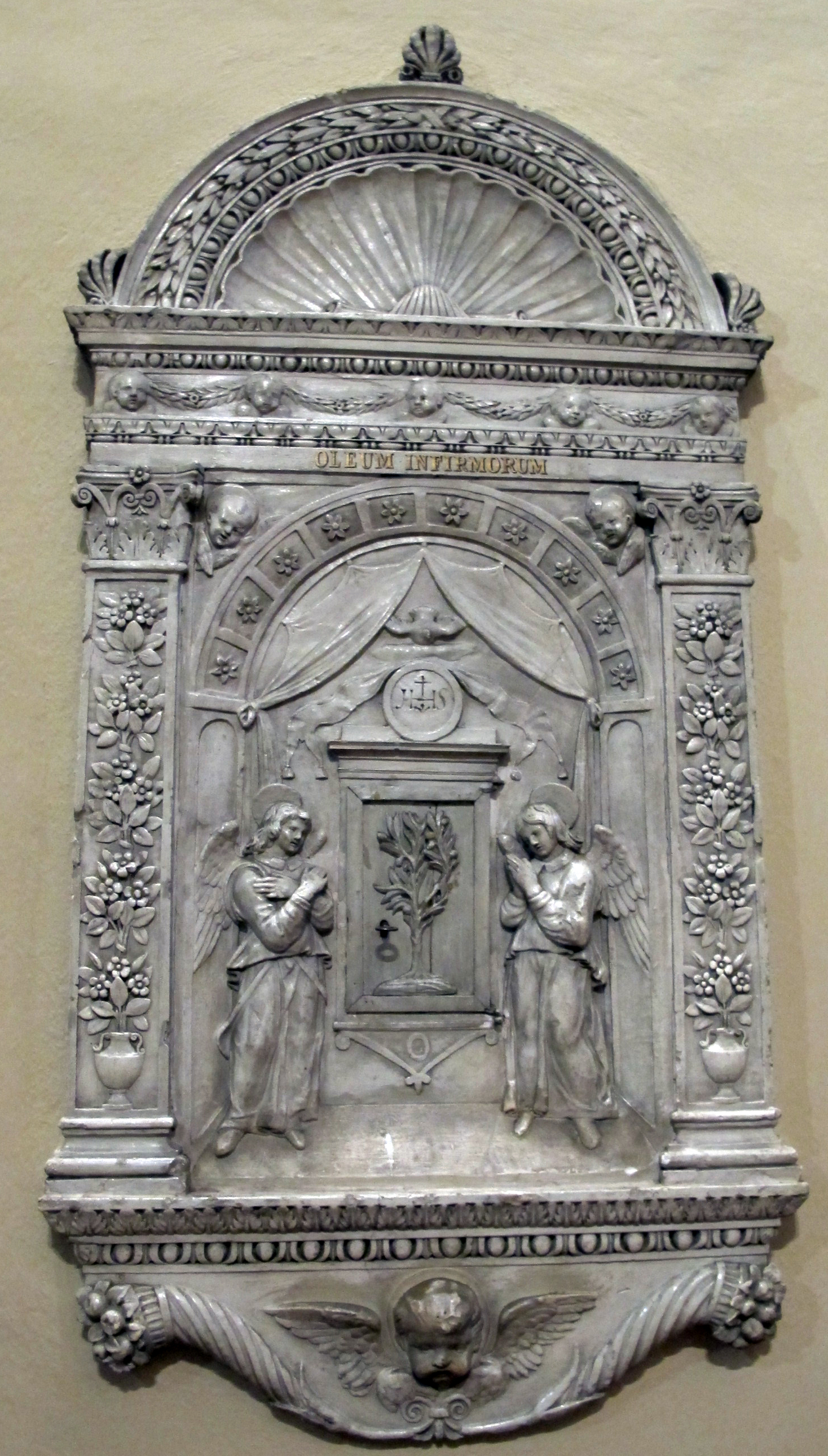
Tabernacolo di Vincenzo Marinelli
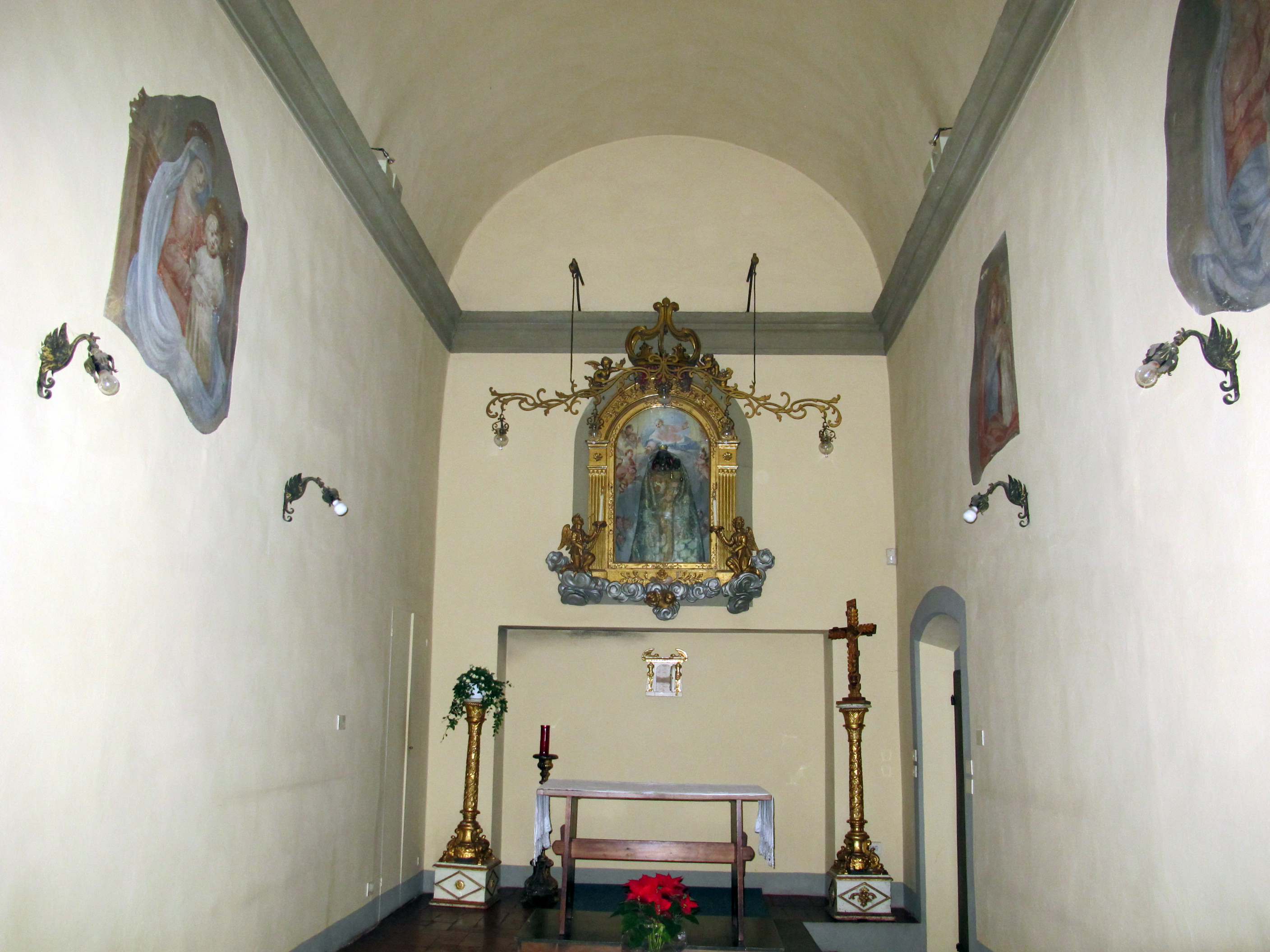
Cappella della Madonna di Loreto
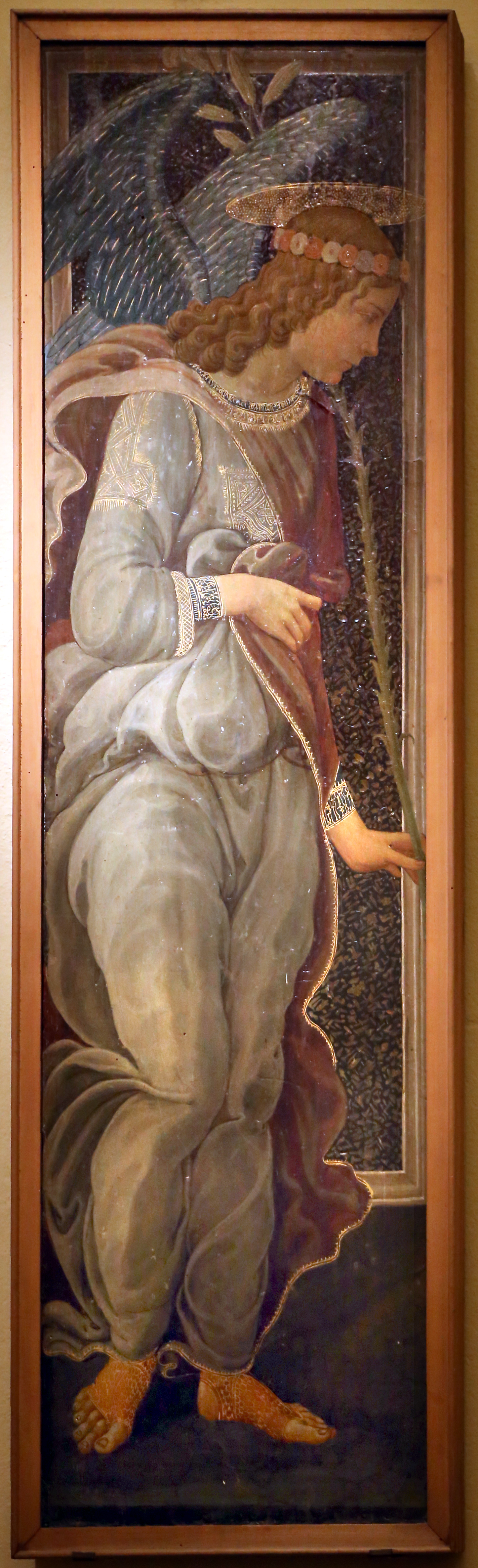
Angelo annunciante
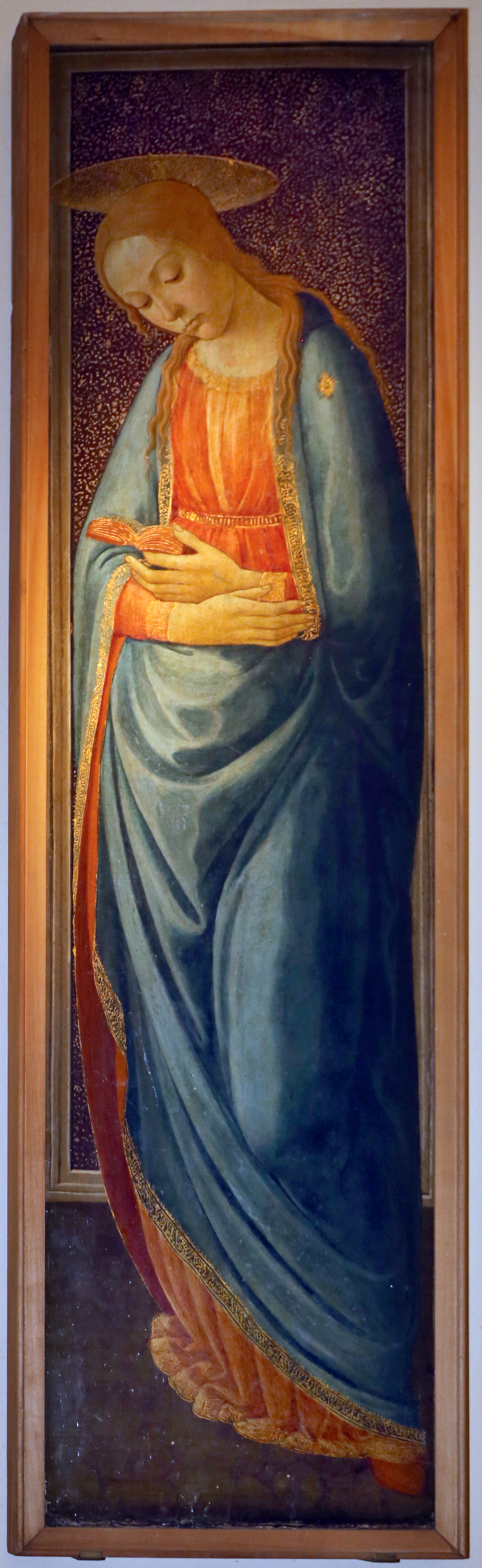
Vergine annunciata